# Keidi Bare
Keidi Bare, né le 28 août 1997 à Fier en Albanie, est un footballeur international albanais qui évolue au poste de milieu défensif au Real Saragosse.

## Biographie

### En club
Natif de Fier en Albanie, Keidi Bare commence sa carrière professionnelle à l'Apolonia Fier en 2013.
Le 26 décembre 2013, Bare rejoint l'Atlético Madrid après avoir passé un essai lors d'un mini-tournoi à Tbilissi, en Géorgie, où il a également été nommé meilleur milieu de terrain.
Le 31 août 2018, Bare est transféré au Málaga CF, où il vient dans un premier temps pour renforcer l'équipe réserve. Il joue son premier match en équipe première le 11 novembre 2018, lors d'une rencontre de deuxième division espagnole face au Sporting de Gijón (2-2).
Le 22 septembre 2020, Bare signe un contrat de quatre ans à l'Espanyol de Barcelone, relégué en Segunda División. Il joue son premier match sous ses nouvelles couleurs lors d'une rencontre de championnat face au CE Sabadell, le 4 octobre 2020. Il entre en jeu à la place de Fran Mérida lors de cette rencontre remportée par son équipe sur le score de un but à zéro. Il participe à la remontée du club en première division, l'Espanyol ne sera resté qu'un an à l'échelon inférieur.
Le 20 décembre 2022, lors d'une rencontre de Coupe d'Espagne remportée par son équipe face au CD Atlético Paso (en) (0-1 score final), Bare sort blessé. Il est touché au ligament interne de la cheville droite et la blessure de l'international albanais nécessite une opération qui l'écarte des terrains pour plusieurs mois.

### En équipe nationale
Bare honore sa première sélection avec l'équipe nationale d'Albanie le 26 mars 2018 contre la Norvège (défaite 0-1 de l'Albanie),. Il inscrit son premier but en sélection le 14 octobre 2019 contre la Moldavie. Il est titulaire ce jour-là et son équipe s'impose par quatre buts à zéro.